# Lobelia robusta
Lobelia robusta là loài thực vật có hoa trong họ Hoa chuông. Loài này được Graham mô tả khoa học đầu tiên năm 1831.